# Boos (Sena Marítim)
Boos és un municipi francès situat al departament del Sena Marítim i a la regió de Normandia. L'any 2007 tenia 3.096 habitants.

## Demografia

### Població
El 2007 la població de fet de Boos era de 3.096 persones. Hi havia 1.099 famílies de les quals 172 eren unipersonals (51 homes vivint sols i 121 dones vivint soles), 321 parelles sense fills, 481 parelles amb fills i 125 famílies monoparentals amb fills.
La població ha evolucionat segons el següent gràfic:
Habitants censats

### Habitatges
El 2007 hi havia 1.140 habitatges, 1.119 eren l'habitatge principal de la família, 4 eren segones residències i 17 estaven desocupats. 1.085 eren cases i 53 eren apartaments. Dels 1.119 habitatges principals, 877 estaven ocupats pels seus propietaris, 212 estaven llogats i ocupats pels llogaters i 30 estaven cedits a títol gratuït; 4 tenien una cambra, 26 en tenien dues, 107 en tenien tres, 286 en tenien quatre i 696 en tenien cinc o més. 954 habitatges disposaven pel capbaix d'una plaça de pàrquing. A 458 habitatges hi havia un automòbil i a 615 n'hi havia dos o més.

### Piràmide de població
La piràmide de població per edats i sexe el 2009 era:
| Homes | Edats   | Dones |
| ----- | ------- | ----- |
| 0     | 95 o +  | 0     |
| 4     | 90 a 94 | 4     |
| 0     | 85 a 89 | 4     |
| 8     | 80 a 84 | 4     |
| 20    | 75 a 79 | 24    |
| 44    | 70 a 74 | 48    |
| 40    | 65 a 69 | 48    |
| 44    | 60 a 64 | 40    |
| 32    | 55 a 59 | 36    |
| 128   | 50 a 54 | 112   |
| 120   | 45 a 49 | 136   |
| 136   | 40 a 44 | 104   |
| 136   | 35 a 39 | 120   |
| 104   | 30 a 34 | 120   |
| 84    | 25 a 29 | 88    |
| 68    | 20 a 24 | 76    |
| 160   | 15 a 19 | 144   |
| 120   | 10 a 14 | 144   |
| 116   | 5 a 9   | 108   |
| 80    | 0 a 4   | 72    |

## Economia
El 2007 la població en edat de treballar era de 2.116 persones, 1.584 eren actives i 532 eren inactives. De les 1.584 persones actives 1.473 estaven ocupades (749 homes i 724 dones) i 112 estaven aturades (62 homes i 50 dones). De les 532 persones inactives 178 estaven jubilades, 235 estaven estudiant i 119 estaven classificades com a «altres inactius».

### Ingressos
El 2009 a Boos hi havia 1.133 unitats fiscals que integraven 3.234 persones, la mediana anual d'ingressos fiscals per persona era de 20.879 €.

### Activitats econòmiques
Dels 148 establiments que hi havia el 2007, 1 era d'una empresa extractiva, 1 d'una empresa alimentària, 4 d'empreses de fabricació de material elèctric, 8 d'empreses de fabricació d'altres productes industrials, 23 d'empreses de construcció, 35 d'empreses de comerç i reparació d'automòbils, 9 d'empreses de transport, 5 d'empreses d'hostatgeria i restauració, 6 d'empreses financeres, 10 d'empreses immobiliàries, 16 d'empreses de serveis, 20 d'entitats de l'administració pública i 10 d'empreses classificades com a «altres activitats de serveis».
Dels 44 establiments de servei als particulars que hi havia el 2009, 1 era una gendarmeria, 1 oficina de correu, 1 una oficina bancària, 1 taller de reparació d'automòbils i de material agrícola, 1 establiment de lloguer de cotxes, 3 autoescoles, 2 paletes, 4 guixaires pintors, 2 fusteries, 6 lampisteries, 2 electricistes, 2 empreses de construcció, 3 perruqueries, 1 veterinari, 4 restaurants, 6 agències immobiliàries, 1 tintoreria i 3 salons de bellesa.
Dels 13 establiments comercials que hi havia el 2009, 1 era, 1 un supermercat, 2 fleques, 2 carnisseries, 3 llibreries, 1 una botiga d'electrodomèstics i 3 floristeries.
L'any 2000 a Boos hi havia 12 explotacions agrícoles que ocupaven un total de 637 hectàrees.

## Equipaments sanitaris i escolars
El 2009 hi havia 1 farmàcia i 1 ambulància.
El 2009 hi havia 1 escola maternal i 1 escola elemental. Boos disposava d'un col·legi d'educació secundària amb 453 alumnes.

## Poblacions més properes
El següent diagrama mostra les poblacions més properes.